# Coccophagus physokermis
Coccophagus physokermis är en stekelart som beskrevs av Sugonjaev och Pilipyuk 1972. Coccophagus physokermis ingår i släktet Coccophagus och familjen växtlussteklar. Inga underarter finns listade i Catalogue of Life.